# Прињано (Модена)
Прињано је насеље у Италији у округу Модена, региону Емилија-Ромања.
Према процени из 2011. у насељу је живело 604 становника. Насеље се налази на надморској висини од 556 м.